# Topônimos Búlgaros na Antártica
Campo Academia

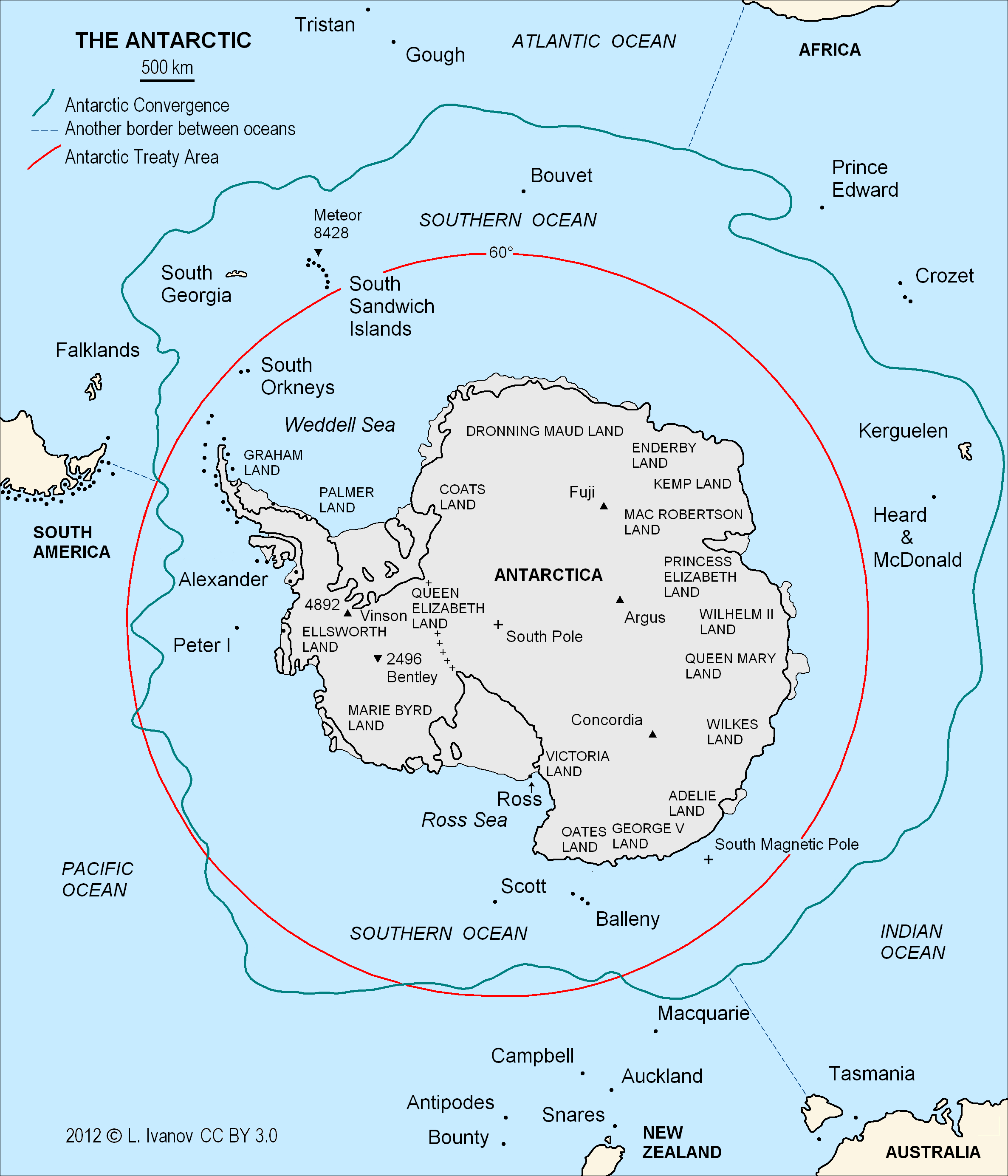
A região polar sul.

A B C D E F G H Eu J K L M N O P Q R S T U V W Y Z
- Cordilheira Bastien
- Ilha de Livingston
- Ilha de Livingston
- Ilha Greenwich